# Hope and Faith
Hope and Faith ist eine US-amerikanische Fernsehserie, welche vom 26. September 2003 bis zum 2. Mai 2006 auf dem Sender ABC erstausgestrahlt wurde. In den Hauptrollen sind Faith Ford und Kelly Ripa zu sehen. Ford verkörpert Hope Fairfield-Shanowski, eine glücklich verheiratete Mutter von drei Kindern, die in einem Vorort von Columbus lebt. Ihr Leben wird jedoch von ihrer Schwester Faith, einem ehemaligen Soap-Star, aus der Bahn geworfen.

## Handlung
Hope Fairfield-Shanowski lebt mit ihrem Ehemann Charlie und den gemeinsamen Kindern Sydney, Hayley und Justin in einem Vorort von Columbus im Bundesstaat Ohio. Sie führt ein geordnetes Leben, welches allerdings von ihrer Schwester Faith und ihrem Verhalten gestört wird. Diese ist eine Schauspielerin, deren Rolle kürzlich aus einer Seifenoper gestrichen wurde. Daraufhin zieht sie zu ihrer älteren Schwester. Hope jedoch findet die Manieren von Faith schrecklich. Einzig ihre Kinder und ihr Mann entwickeln Sympathie für sie.

## Besetzung und Synchronisation

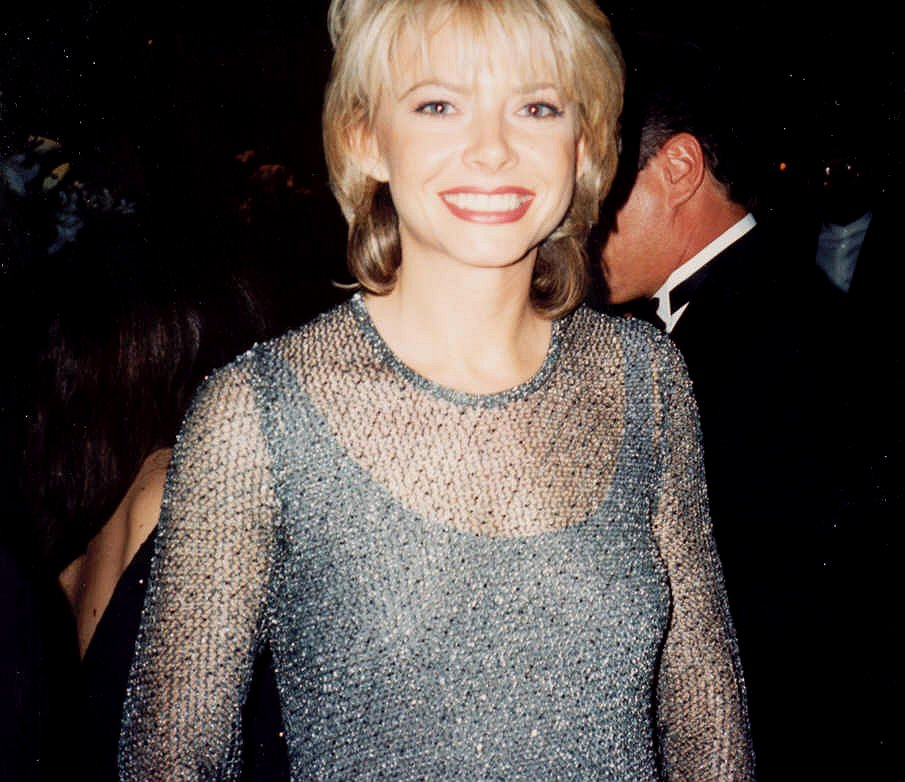
Faith Ford spielte Hope Fairfield-Shanowski
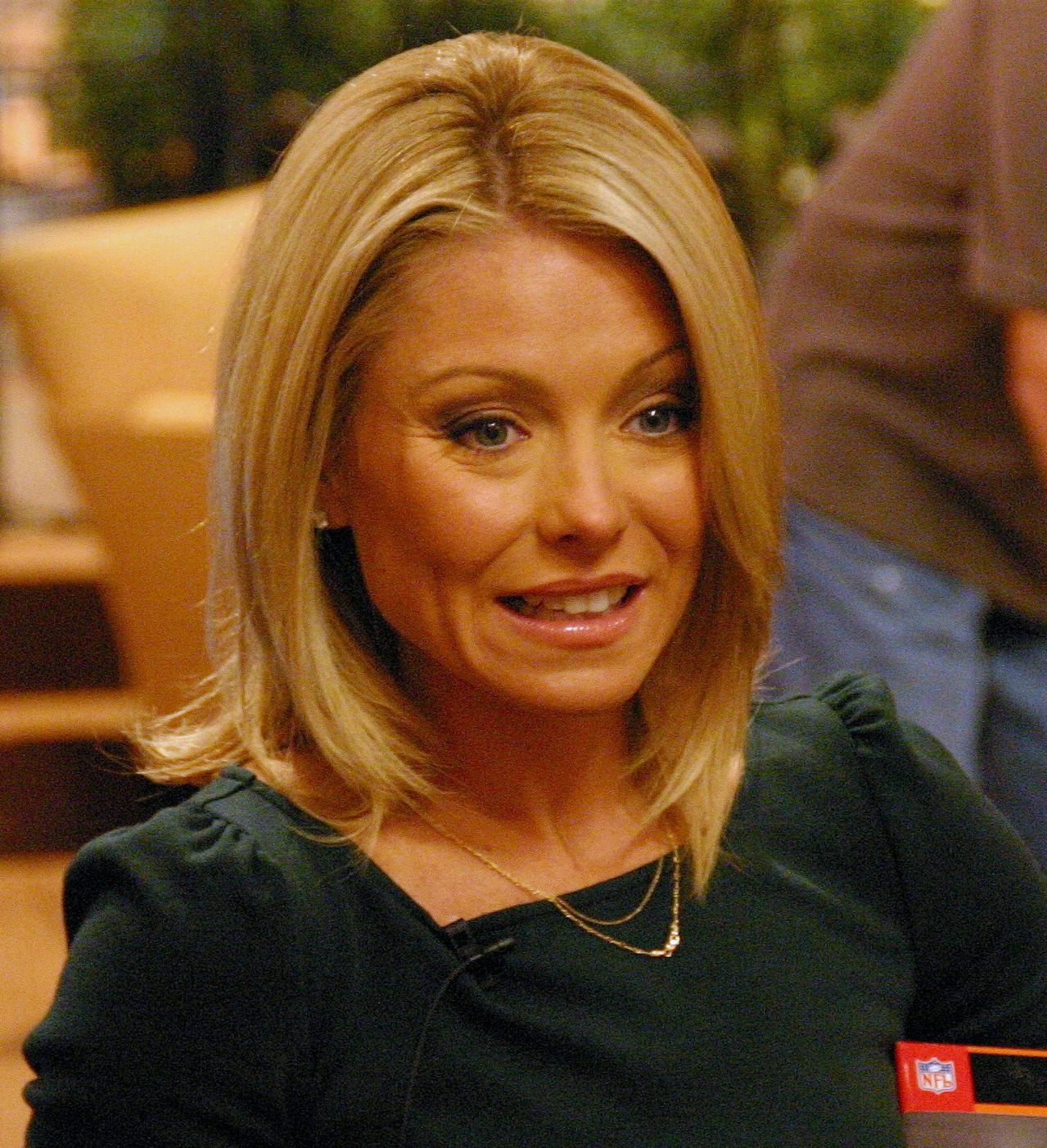
Kelly Ripa spielte Faith Fairfield
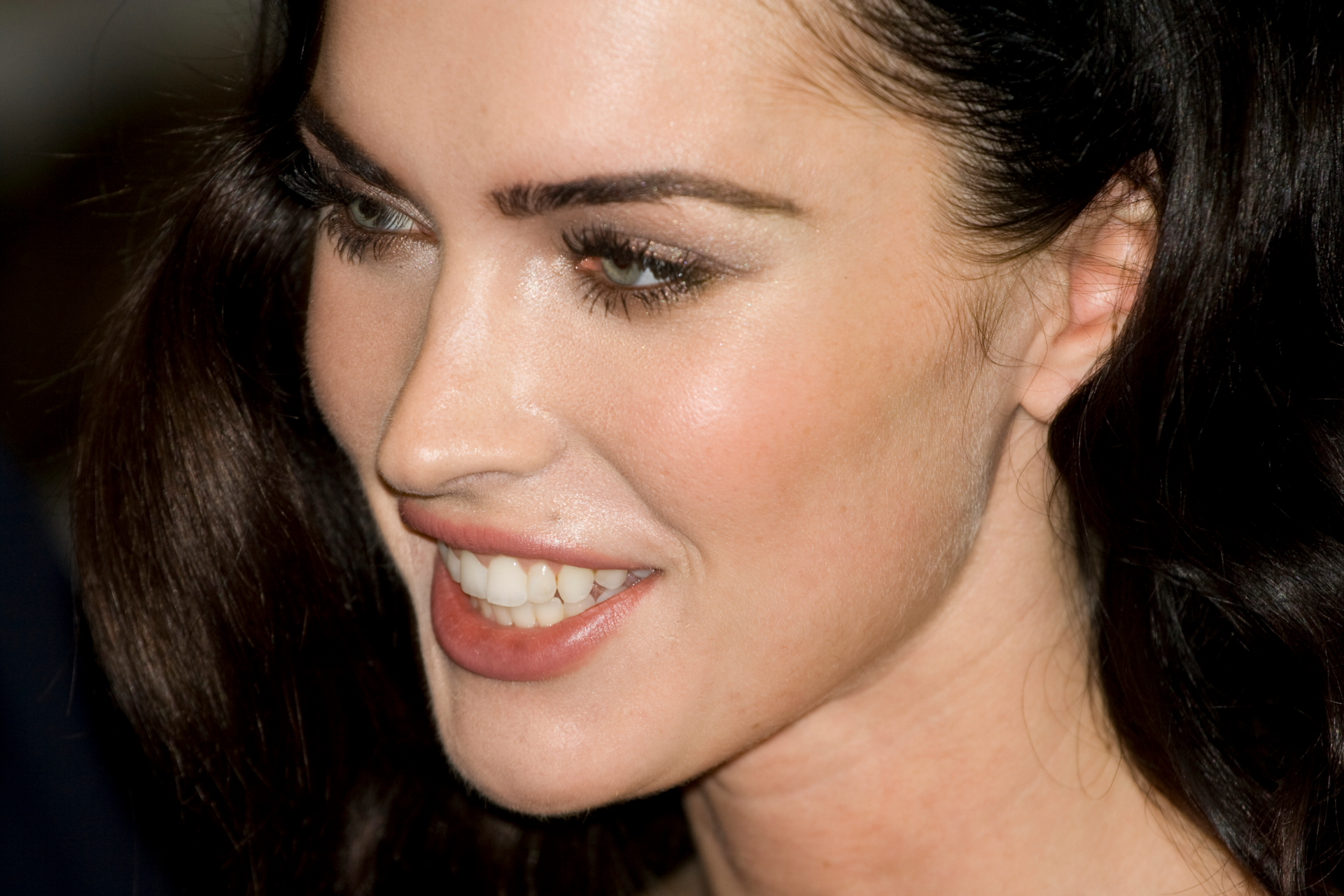
Megan Fox spielte Sydney Shanowski
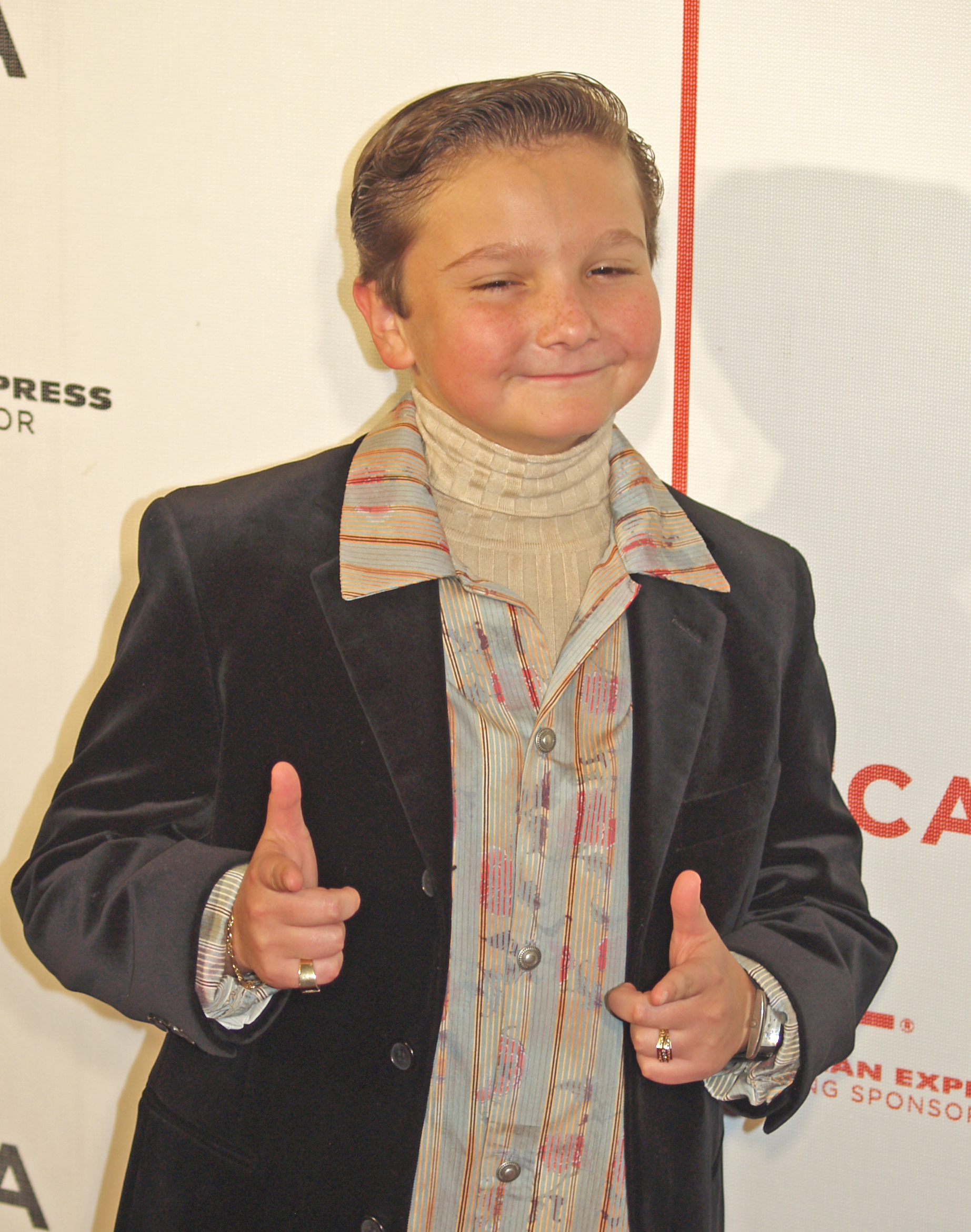
Paulie Litt spielte Justin Shanowski

| Schauspieler      | Rollenname                | Hauptrolle (Folge) | Nebenrolle (Folge)                                | Synchronsprecher  |
| ----------------- | ------------------------- | ------------------ | ------------------------------------------------- | ----------------- |
| Faith Ford        | Hope Fairfield-Shanowski  | 1.01–3.22          |                                                   | Sabine Arnhold    |
| Kelly Ripa        | Faith Fairfield           | 1.01–3.22          |                                                   | Antje von der Ahe |
| Ted McGinley      | Charlie Shanowski         | 1.01–3.22          |                                                   | Klaus-Peter Grap  |
| Nicole Paggi      | Sydney Shanowski          | 1.01–1.24          |                                                   | Jill Schulz       |
| Megan Fox         | Sydney Shanowski          | 2.01–3.22          |                                                   | Jill Schulz       |
| Macey Cruthird    | Hayley Shanowski          | 1.01–3.22          |                                                   |                   |
| Jansen Panettiere | Justin Shanowski          | 1.01               |                                                   |                   |
| Paulie Litt       | Justin Shanowski          | 1.02–3.22          |                                                   | Robert Schmalz    |
| Robert Wagner     | Jack Fairfield            |                    | 1.09, 1.22, 2.06, 2.07, 2.10, 3.09, 3.15          | Rainer Brandt     |
| Mark Consuelos    | Gary „The Gooch“ Gucharez |                    | 2.13–2.15, 2.24–2.25, 3.01–3.02, 3.13, 3.15, 3.21 |                   |
| Brett Murphy      | Edwin                     |                    | 1.06, 1.11, 1.15, 2.05, 2.13                      |                   |

## Ausstrahlung
Vereinigte Staaten
Die Ausstrahlung der ersten Staffel der Serie, welche 25 Folgen umfasst, begann am 23. September 2003 auf dem Sender ABC. Die letzte Folge wurde am 14. Mai 2004 gesendet. Die aus 26 Folgen bestehende zweite Staffel wurde vom 24. September 2004 bis zum 6. Mai 2005 ausgestrahlt. Die erste Folge der 22 Folgen der dritten Staffel wurde am 30. September 2005 gesendet. Am 2. Mai 2006 wurde die letzte Folge ausgestrahlt.
Deutschland
In Deutschland wurde die erste Staffel zwischen dem 10. Mai und dem 26. Mai 2010 auf sixx ausgestrahlt. Die Ausstrahlung der zweiten Staffel schloss sich direkt an diese vom 26. Mai bis zum 14. Juni 2010 an. Die dritte Staffel wurde ebenfalls im Anschluss vom 14. Juni bis zum 29. Juni 2010 gesendet.